# Стефан Шапюїза
Стефа́н Шапюїза́ (фр. Stéphane Chapuisat, * 28 червня 1969, Лозанна, Швейцарія) — швейцарський футболіст, нападник, відомий виступами за дортмундську «Боруссію», низку швейцарських клубів та національну збірну Швейцарії. 
Лауреат Ювілейної нагороди УЄФА як найвидатніший швейцарський футболіст 50-річчя (1954—2003).

## Клубна кар'єра
Почав футбольну кар'єру у складі клубу «Маллі» з рідної Лозанни у 1986 році, а вже за рік 18-річний нападник перейшов до основної місцевої команди — «Лозанни». Відігравши за команду 3,5 роки, протягом сезону 1990-91 перейшов до команди німецької Бундесліги «Баєр» (Юрдінген). По завершенні сезону команда зайняла 17-е місце у чемпіонаті і вибула з елітного дивізіону німецького футболу. Однак молодий швейцарець продовжив виступи в еліті німецького футболу, уклавши перед наступним сезоном 1991-92 контракт з дортмундською «Боруссією». 
Саме у складі клубу з Дортмунда по-справжньому розкрився його бомбардирський талант. Протягом свого дебютного сезону в «Боруссії» забив 20 голів у Бундеслізі, зайнявши друге місце у суперечці найкращих бомбардирів першості. Загалом провів у клубі 8 сезонів, незмінно як один з основних гравців ланки нападу команди, за цей час 102 рази відзначався забитими голами у ворота суперників по Бундеслізі. Разом із командою двічі ставав чемпіоном Німеччини, а 1997 року став володарем відразу двох міжнародних трофеїв — Кубка європейських чемпіонів та Міжконтинентального кубка. 
У 1999 році 30-річний нападник повернувся до Швейцарії, де протягом трьох сезонів захищав кольори клубу «Грассхопперс», з яким виграв чемпіонат Швейцарії в сезоні 2000-01. Згодом ще три роки (з 2002 по 2005) відіграв за «Янг Бойз». Завершив ігрову кар'єру у 37 років, повернувшись до своєї «рідної» «Лозанни», у якій провів сезон 2005-06 у другій за ієрархією швейцарській лізі.

## Виступи за збірну
З 1989 року викликався до табору національної збірної Швейцарії, у складі якої дебютував 21 червня того ж року у грі проти збірної Бразилії. Захищав кольори національної команди протягом наступних 16 років, ставши за цей час одним з лідерів за кількістю проведених матчів та забитих голів в історії швейцарської збірної — відповідно 103 гри та 21 гол.
Брав участь у фінальній частині чемпіонату світу 1994 року, а також чемпіонатів Європи 1996 та 2004 років.

## Досягнення та нагороди

### Командні
- Володар Кубка чемпіонів УЄФА: 1996–97
- Володар Міжконтинентального кубка: 1997
- Чемпіон Німеччини (2): 1994–95, 1995–96
- Володар Суперкубка Німеччини (2): 1995, 1996
- Чемпіон Швейцарії: 2000-01

### Особисті
- Найвидатніший швейцарський футболіст 50-річчя (1954—2003)
- Найкращий швейцарський футболіст року (4): 1992, 1993, 1994, 2001
- Найкращий бомбардир Чемпіонату Швейцарії (2): 2000-01, 2003-04